# Sinoxylon senegalense
Sinoxylon senegalense là một loài bọ cánh cứng trong họ Bostrichidae. Loài này được Karsch miêu tả khoa học năm 1881.

## Hình ảnh

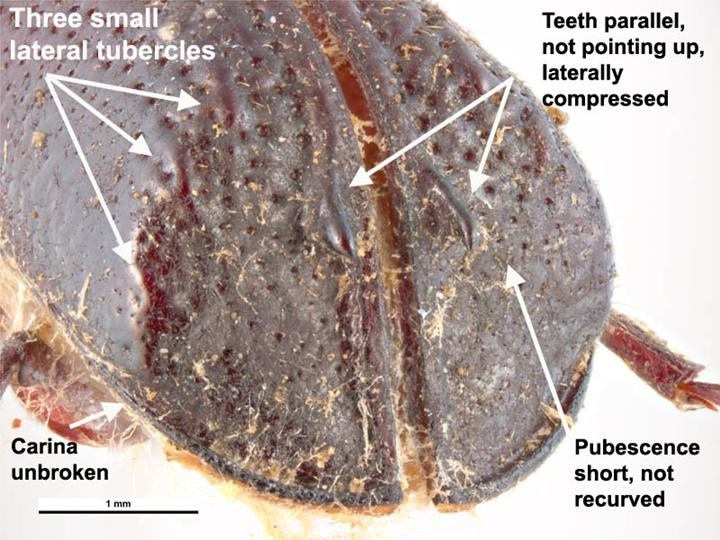